# فيرديناند أدامز
فيرديناند إيلوي أدامز (3 مايو 1903 - 1992) لاعب كرة قدم بلجيكي راحل كان يجيد اللعب في مركز المهاجم مع نادي أندرلخت البلجيكي . سجل أدامز 9 أهداف في 23 مباراة دولية مع منتخب بلجيكا . أبرز البطولات التي شارك فيها بطولة كأس العالم لكرة القدم 1930 التي أقيمت في الأوروغواي .

## وصلات خارجية
- فيرديناند أدامز على موقع الاتحاد الدولي (مؤرشف)  (الإنجليزية)
- فيرديناند أدامز على موقع الاتحاد البلجيكي (الإنجليزية)
- فيرديناند أدامز على موقع قاعدة بيانات كرة القدم.إي يو (الإنجليزية)
- فيرديناند أدامز على موقع ناشيونال فوتبول تيمز (الإنجليزية)
- فيرديناند أدامز على موقع عالم كرة القدم.نت (الإنجليزية)

- السيرة الذاتية